# Countryman
Countryman es el quincuagesimoséptimo álbum de estudio del músico estadounidense Willie Nelson publicado por la compañía discográfica Lost Highway Records el 2 de agosto de 2005. El álbum, grabado a lo largo de diez años, incluye temas de reggae e incluyó dos videos de "The Harder They Come" y "I'm a Worried Man" filmados en Jamaica. Llegó al primer puesto en la lista Top Reggae Albums, al seis en la lista de discos country y al 46 en la lista Billboard 200.

## Lista de canciones
Todas las canciones escritas y compuestas por Willie Nelson excepto donde se anota. 
| N.º | Título                                       | Escritor(es)                | Duración |  |
| 1.  | «Do You Mind Too Much If I Don't Understand» |                             | 2:46     |  |
| 2.  | «How Long Is Forever»                        |                             | 3:19     |  |
| 3.  | «I'm a Worried Man» (con Toots Hibbert)      | John Cash, June Carter Cash | 2:31     |  |
| 4.  | «The Harder They Come»                       | Jimmy Cliff                 | 3:36     |  |
| 5.  | «Something to Think About»                   |                             | 3:12     |  |
| 6.  | «Sitting in Limbo»                           | Cliff                       | 2:39     |  |
| 7.  | «Darkness on the Face of the Earth»          |                             | 2:15     |  |
| 8.  | «One in a Row»                               |                             | 3:31     |  |
| 9.  | «I've Just Destroyed the World»              | Nelson, Ray Price           | 2:42     |  |
| 10. | «You Left Me a Long, Long Time Ago»          |                             | 2:59     |  |
| 11. | «I Guess I've Come to Live Here»             |                             | 2:23     |  |
| 12. | «Undo the Right»                             | Hank Cochran, Nelson        | 2:30     |  |

## Personal
- Sweet Pea Atkinson – voz
- Dan Bosworth – guitarra
- Sir Harry Bowens – coros
- Carlton "Santa" Davis – batería
- Richard Feldman – guitarra
- Pam Hall – coros
- Randy Jacobs – guitarra
- Wayne Jobson – guitarra
- Donald Ray Mitchell – coros
- Mickey Raphael – armónica
- Stephen Stewart – teclados
- Robby Turner – dobro y steel guitar
- Norris Webb – teclados

## Posición en listas
| País           | Lista              | Posición |
| -------------- | ------------------ | -------- |
| Estados Unidos | Top Country Albums | 6        |
| Estados Unidos | Billboard 200      | 46       |